# Léaupartie
Léaupartie (leo.paʁ.tiⓘ) es una población y comuna francesa, situada en la región de Baja Normandía, departamento de Calvados, en el distrito de Lisieux y cantón de Cambremer.

## Demografía
| 74 | 55 | 47 | 48 | 47 | 62 |
| Para los censos de 1962 a 1999 la población legal corresponde a la población sin duplicidades (Fuente: INSEE [Consultar]) |    |    |    |    |    |